# بنی هاجر (یمن)
 بنی هاجر  نام روستایی است در (بلدة الحمیة الداخلیة)، در عزلهٔ (بنی مهلهل)، از توابع استان حُدَیده در کشور یمن در شبه جزیره عربستان. 
جمعیت آن ۱۶۶ نفر (۶ خانوار) می‌باشد.